# Sierra Nevada (Estats Units)

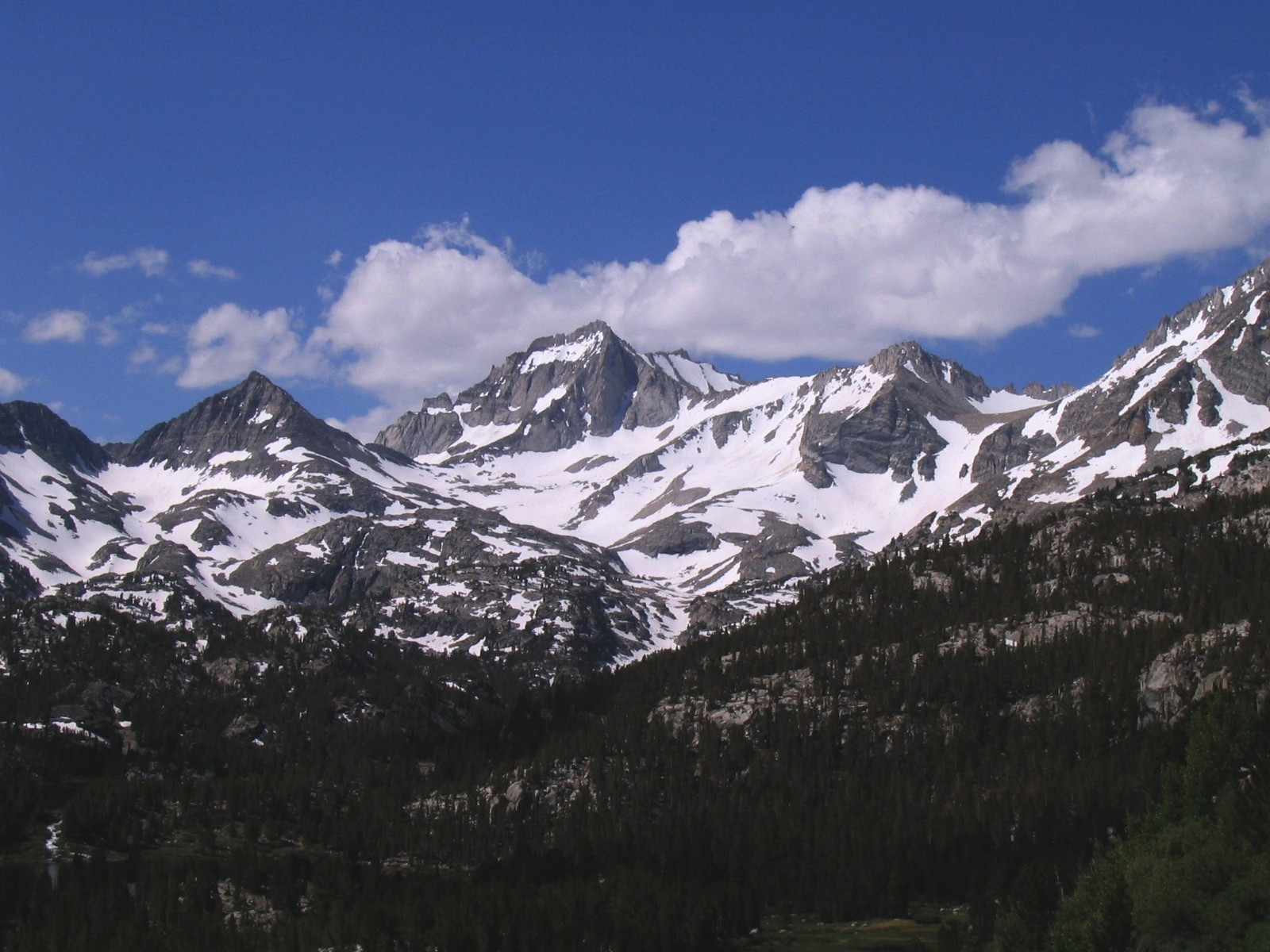
La Sierra Nevada de Califòrnia

La Sierra Nevada és una serralada repartida entre els estats estatunidencs de Califòrnia i Nevada. Aquesta serralada també és coneguda col·loquialment com la Sierra, High Sierra o les Sierras.
La Sierra Nevada té una longitud de 650 km des del Pas de Fredonyer al nord al Pas de Tehachapi al sud, entre la Gran Vall Central de Califòrnia a l'oest i la Gran Conca de Nevada a l'est. Fisiogràficament, és una secció de la província de serralades Cascade-Sierra, la qual alhora, és part de la divisió fisiogràfica del Sistema Muntanyenc del Pacífic. El territori d'oest a est s'eleva gradualment. Diversos rius flueixen cap a l'oest des dels cims de la serralada a l'oceà Pacífic, i d'altres, que s'escolen cap a l'est, no vessen a l'oceà de manera natural, tot i que, per mitjà d'aqüeductes, uns quants rierols i el riu Owens són redirigits a la ciutat de Los Angeles i finalment a l'oceà Pacífic.
Els cims més alts de Sierra Nevada són:
- Mont Whitney amb 4.421 metres.[2]
- Mont Humphreys amb 4.265 metres.
- Mont Lyell amb 3.999 metres.
- Freel Peak amb 3.318 metres.

La Sierra té tres parcs nacionals, vint àrees salvatges (wilderness), i dos monuments nacionals. Aquestes àrees són el Parc Nacional de Yosemite, el Parc Nacional Sequoia, el Parc Nacional del Canyó dels Reis, i el Monument Nacional Devils Postpile.

## Toponímia
Informalment se la coneix també pels noms de The Sierra o The Sierras, i el seu nom en castellà es deu al fet que va ser descrita per primera vegada pel sacerdot Pedro Font l'abril de 1776, durant la segona expedició de Juan Bautista d'Anza a la regió. El nom Sierra Nevada va ser usat per primera vegada per Juan Rodríguez Cabrillo el 1542 per descriure la serra de manera genèrica més enllà de la costa de l'Oceà Pacífic.
Sierra Nevada ve del llatí serra i del femení del castellà nevado, "nevat".
Si bé es fa referència unànimement a moltes serralades en plural (Smokies, Muntanyes Rocoses, Cascades, etc.), atès que Sierra ja està pluralitzada en la seva llengua materna, uns quants habitants que viuen a "la Serra" no dubten a amonestar els que es refereixen a la zona com "les serres". Tanmateix, hi ha referències històriques i literàries que fan servir el plural, com ara el recull de poemes de Joaquin Miller de 1871, Cançons de les serres. Ansel Adams, en resposta a una publicació de les seves fotografies sota el títol Parmelian Prints of the High Sierras, va comentar: "El nom Sierra ja és un plural. Afegir una s és un pecat lingüístic, californià i alpinista".

## Origen
Fa més de cent milions d'anys, durant l'orogènia de Nevada, es va formar el granit més profund. La serra va començar a aixecar-se fa quatre milions d'anys, i l'erosió per les glaceres va exposar el granit i va formar les muntanyes i els penya-segats de colors clars que conformen la serra. L'elevació va provocar una àmplia gamma ampla d'elevacions i climes a la Serra Nevada, que estan reflectits per la presència de cinc àrees diferents amb comunitats similars de plantes i animals. L'elevació continua a causa de les fractures causades per forces tectòniques, creant trencaments de bloc espectaculars al llarg de la vora oriental del sud de la Serra.

## Geografia
Sierra Nevada es troba principalment al centre i l'est de Califòrnia, amb la serralada Carson. D'oest a est, l'elevació de Sierra Nevada augmenta gradualment des dels 150 m a la Vall Central a més de 4.300 m dels cims més alts de la seva cresta a 80 a 120 km a l'est. El vessant est forma l’escarpada de la Serra. A diferència del seu entorn, la serralada rep una quantitat substancial de nevades i precipitacions a causa de l'elevació orogràfica.

### Configuració
El límit nord irregular de Sierra Nevada s'estén des del riu Susan i el pas de Fredonyer fins al riu North Fork Feather. Representa on la roca granítica de Sierra Nevada s'enfonsa per sota de l'extensió sud de la roca ígnia de la superfície cenozoica de la Serralada de les Cascades. Limita a l'oest amb la Vall Central de Califòrnia, a l'est amb la província de Basin and Range, i al sud-est amb el desert de Mojave. El límit sud és al pas de Tehachapi.
Fisiogràficament, la serra és una secció de la província de les muntanyes Cascade-Sierra, que al seu torn forma part de la divisió fisiogràfica més gran del Sistema de Muntanyes del Pacífic. El Servei Geològic de Califòrnia afirma que el límit nord de la Serra està marcat on desapareix el llit de roca sota la coberta volcànica del Cenozoic de la Serralada de les Cascades.

### Conques hidrogràfiques

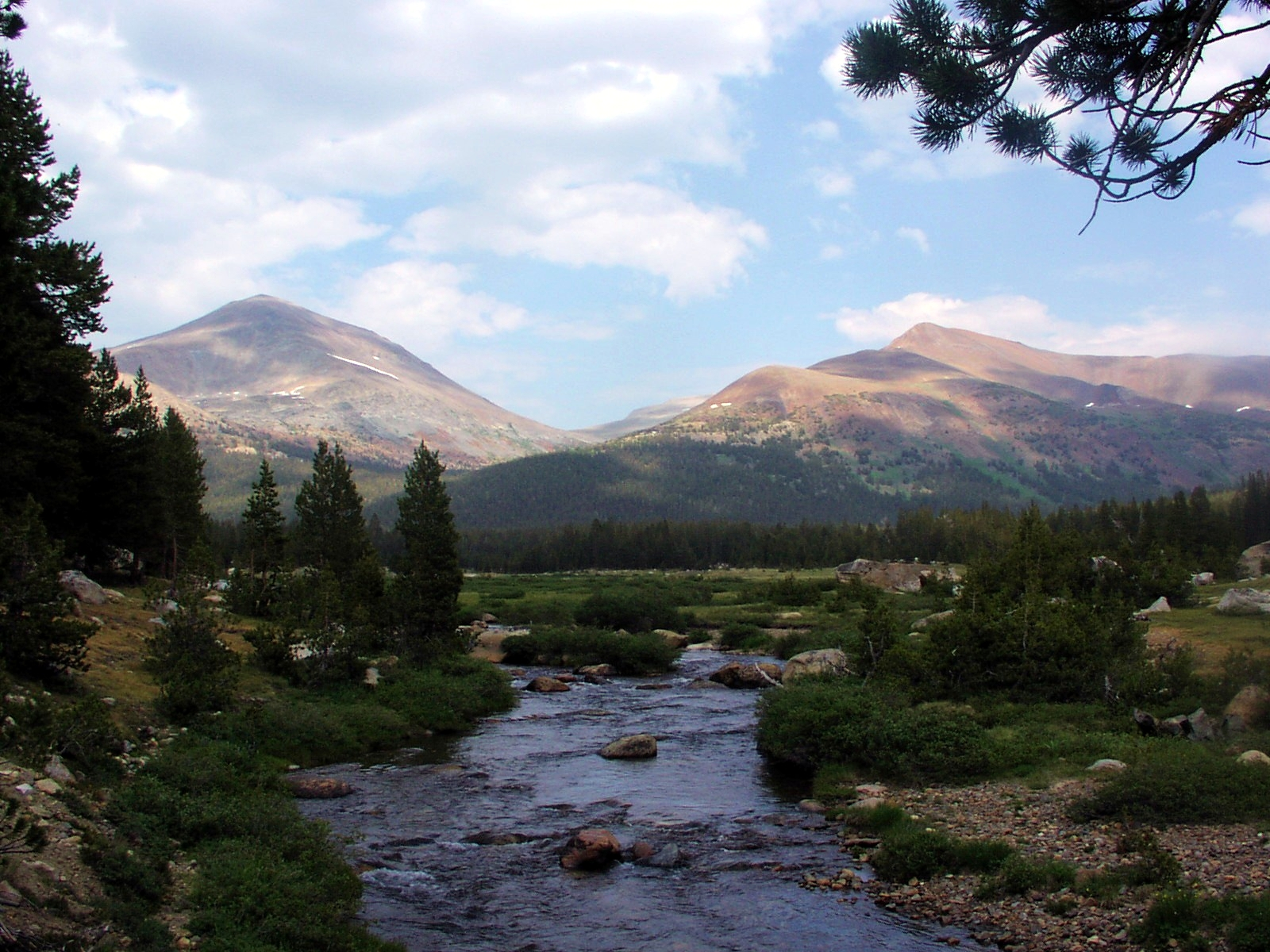
La Serra acull molts cursos d'aigua, com el riu Tuolumne.

La serralada està drenada a la seva vessant occidental per la conca hidrogràfica de la vall central, que desemboca a l'oceà Pacífic a San Francisco. El terç nord de la serra occidental forma part de la conca hidrogràfica del riu Sacramento (inclosos els afluents del riu Feather, Yuba i American), i el terç mitjà és drenat pel Riu San Joaquín (incloent-hi el riu Mokelumne, Stanislaus, Tuolumne i Merced). afluents). El terç sud de la serralada és drenat pels rius Kings, Kaweah, Tule i Kern, que desemboquen a la conca endorreica del llac Tulare, que rarament desborda al San Joaquín durant els anys humits.
La conca hidrogràfica del vessant oriental de la Serra és molt més estreta; els seus rius desemboquen a la Gran Conca endorreica de l'est de Califòrnia i l'oest de Nevada. De nord a sud, el riu Susan desemboca en el llac Honey intermitent, el riu Truckee flueix del llac Tahoe al llac Pyramid, el riu Carson desemboca en Carson Sink, el riu Walker al llac Walker; Rush, Lee Vining i Mill Creeks desemboquen al llac Mono; i el riu Owens al llac Owens sec. Encara que cap dels rius orientals arriba al mar, molts dels rius del llac Mono cap al sud es desvien cap a l’aqüeducte de Los Angeles, que proporciona aigua al sud de Califòrnia.

### Elevació

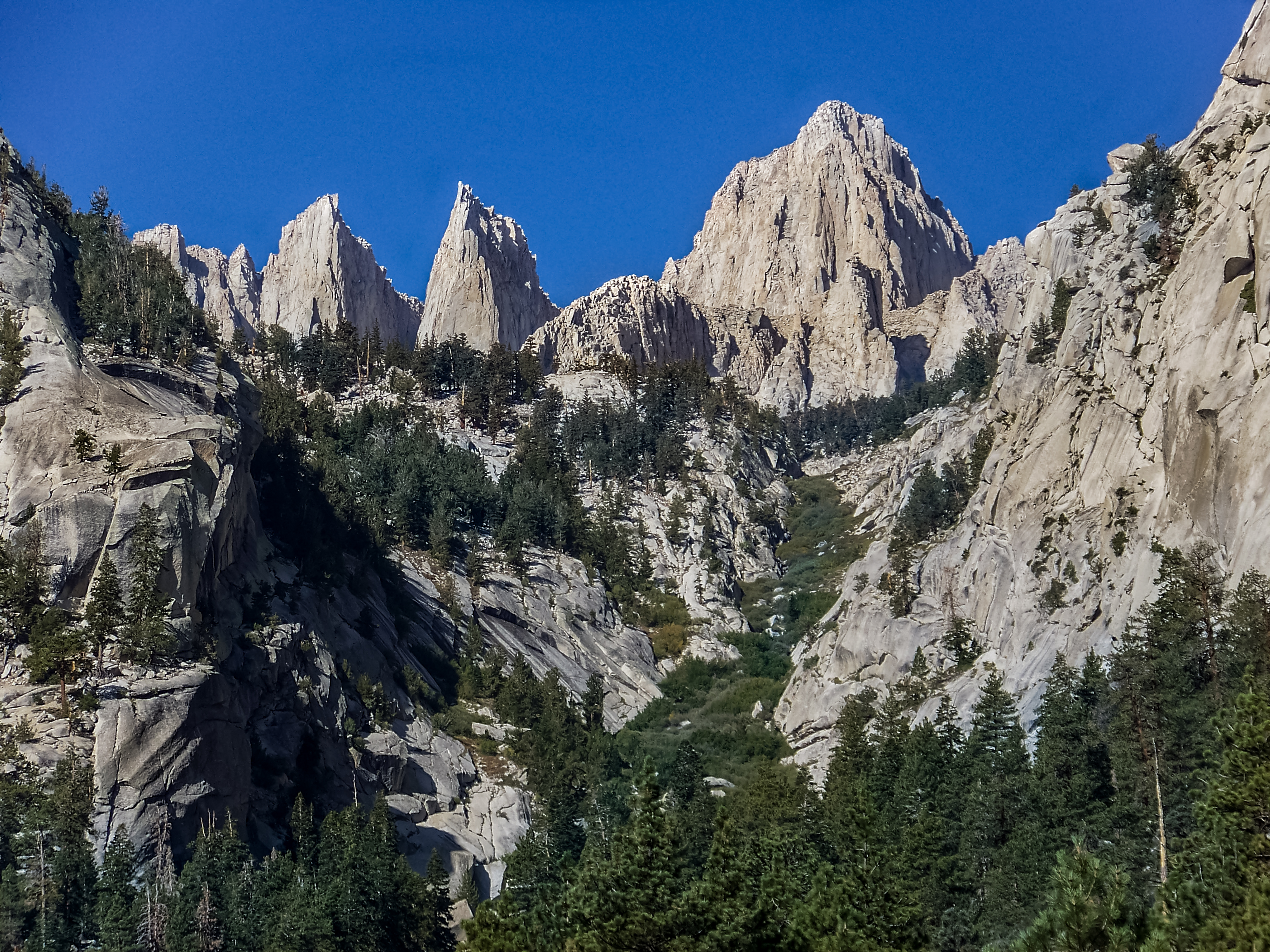
Mont Whitney, el cim més alt de la serralada

L'alçada de les muntanyes de Sierra Nevada augmenta gradualment de nord a sud. Entre Fredonyer Pass i el llac Tahoe, els cims oscil·len entre 1.500 m a més de 2.700 m. La cresta prop del llac Tahoe és d'aproximadament 2.700 m d'alçada, amb diversos cims que s'acosten a l'alçada del Freel Peak (3.317 m). Més al sud, el cim més alt del parc nacional de Yosemite és el mont Lyell (3.999 m). La serra s'eleva a gairebé 4.300 m amb el mont Humphreys prop de Bishop, Califòrnia. Finalment, a prop de Lone Pine, el mont Whitney es troba a 4.421 m el punt més alt dels Estats Units contigus.
Al sud del mont Whitney, l'elevació de la serralada disminueix ràpidament. L'elevació de la cresta és de gairebé 3.000 m prop del llac Isabella, però al sud del llac, els cims només arriben als modestos 2.400 m.

### Característiques notables

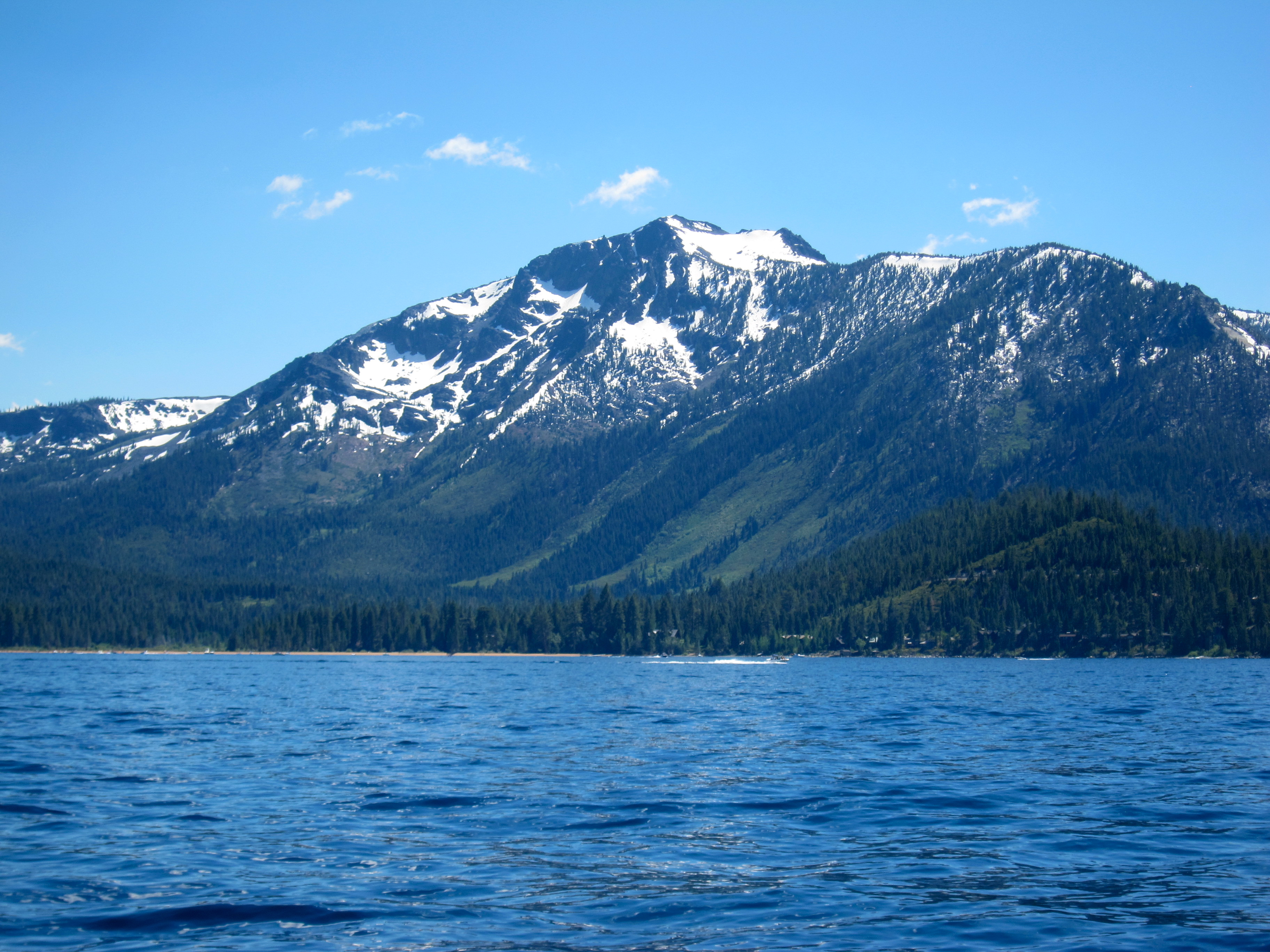
Mont Tallac sobre el llac Tahoe

Hi ha diverses característiques geogràfiques notables a Sierra Nevada:
- El llac Tahoe és un gran llac d'aigua dolça clara al nord de Sierra Nevada, amb una altitud de 1.897 m i una superfície de 490 km².[16] El llac Tahoe es troba entre la serra principal i la serralada de Carson, un esperó de la serra.[16]
- Hetch Hetchy Valley, Yosemite Valley, Kings Canyon i Kern Canyon són exemples de molts canyons escorats pels glacials al costat oest de la serra.
- El parc nacional de Yosemite està ple de característiques notables, com ara cascades, cúpules de granit, altes muntanyes, llacs i prats.
- Arbres de sequoies gegants Sequoiadendron giganteum es troben al llarg d'una estreta banda d'altitud al costat occidental de Sierra Nevada. Les sequoies gegants són els arbres més grans del món.[17]
- Dos dels rius més grans de Califòrnia, que formen la vall central i desemboquen a la badia de San Francisco, deriven la major part del seu cabal dels vessants occidentals de Sierra Nevada. El nord dels dos és el riu Sacramento (que també drena els adjacents Cascade Range i Klamath Range); el meridional és el riu San Joaquín.

### Comunitats
Les comunitats de Sierra Nevada són Paradise, South Lake Tahoe, Truckee, Grass Valley, Lee Vining, Mammoth Lakes, Sonora, Nevada City, Placerville, Pollock Pines, Portola, Auburn, Colfax i Kennedy Meadows.

### Àrees protegides

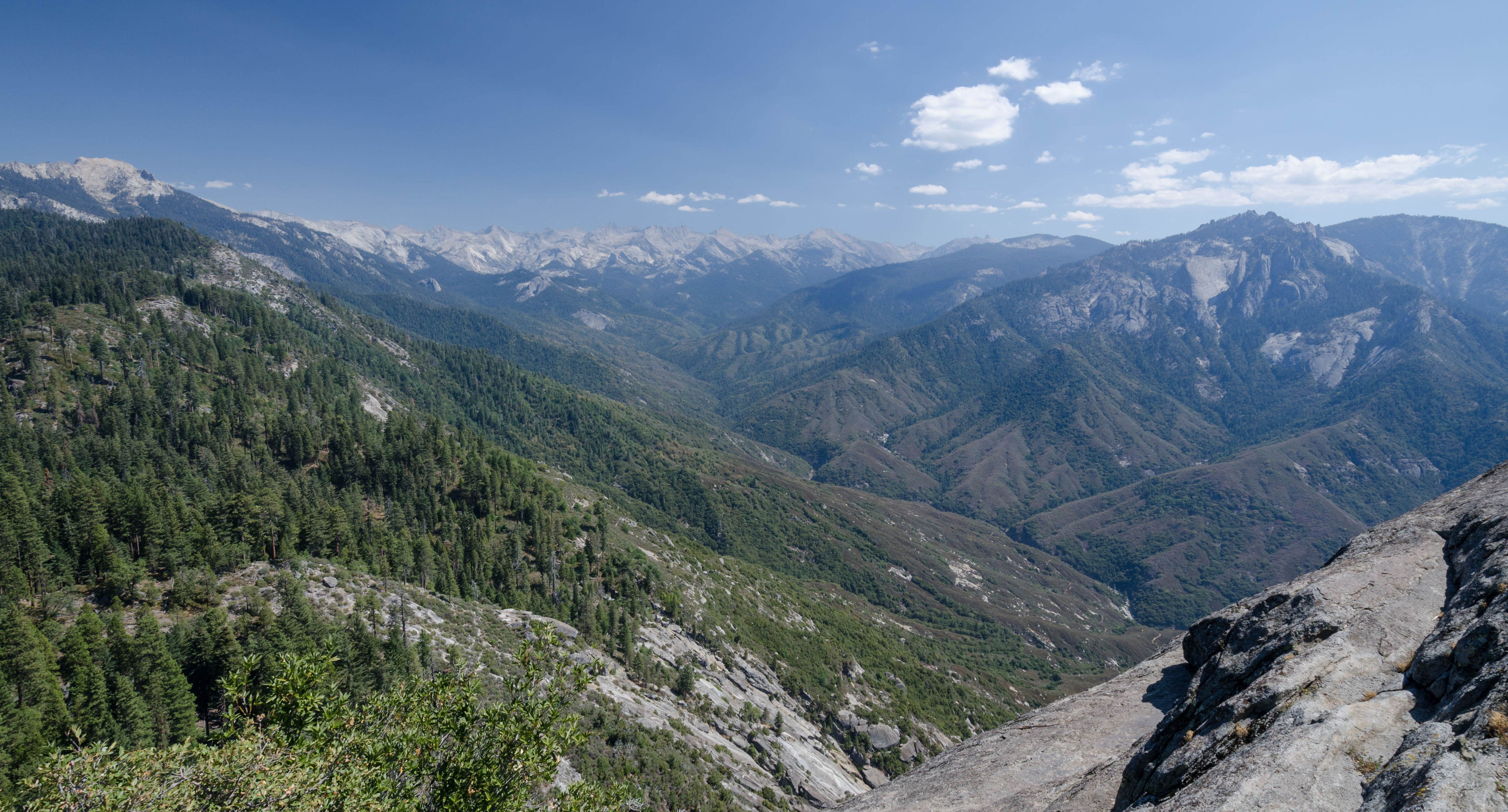
Vista del Parc Nacional de Sequoia des de Moro Rock

Gran part de Sierra Nevada consta de terres federals i està protegida del desenvolupament o gestionada estrictament. La serralada acull tres parcs nacionals – Yosemite, Kings Canyon i Sequoia – i dos monuments nacionals – Diables Postpile i Sequoia Gegant. Deu boscos nacionals abasten gran part de l'àrea restant de la serralada. Dins d'aquests parcs nacionals, monuments i boscos es troben 26 zones salvatges, que en conjunt protegeixen el 15,4% dels 63,118 de la Serra. de la tala i el pasturatge.
El Servei Forestal dels Estats Units i l'Oficina de Gestió de Terres controlen actualment el 52% de la terra a Sierra Nevada. La tala i el pasturatge generalment es permeten a les terres controlades per aquestes agències, d'acord amb les regulacions federals que equilibren l'esbarjo i el desenvolupament a la terra.
L'àrea zoològica de les ovelles de Califòrnia, a prop del mont Williamson, al sud de la serra, es va establir per protegir les ovelles de Sierra Nevada, en perill d'extinció. A partir de l'any 1981, els excursionistes no van poder entrar a la Zona del 15 de maig al 15 de desembre, per tal de protegir les ovelles. A partir de l'any 2010, la restricció s'ha aixecat i l'accés a la Zona està obert durant tot l'any.

## Rellevància històrica
La Serra Nevada ha tingut un paper important en la història de Califòrnia i els Estats Units.

### Nadius americans
Les excavacions arqueològiques van situar al poble martis dels paleoamericans al centre nord de Sierra Nevada durant el període de 3.000 a.C. al 500 d.C. Els primers pobles indígenes identificats a Sierra Nevada van ser les tribus Paiute del Nord al costat est, amb la tribu Mono i la tribu Sierra Miwok al costat occidental, i les tribus Kawaiisu i Tübatulabal a la Serra sud. Avui dia, uns quants senders històrics de rutes comercials intertribals sobre passos de muntanya són llocs coneguts d'artefactes, com Duck Pass amb les puntes de fletxa d'obsidiana. Les tribus natives americanes de Califòrnia i Sierra eren predominantment pacífiques, amb disputes territorials ocasionals entre les tribus Paiute i Sierra Miwok a les muntanyes. Washo i Maidu també estaven en aquesta àrea abans de l'era de l'exploració i el desplaçament europeus.